# Kościół św. Michała Archanioła w Jodłówce Tuchowskiej
Kościół św. Michała Archanioła w Jodłówce Tuchowskiej – rzymskokatolicki kościół parafialny pw. św. Michała Archanioła, zbudowany w 1871, znajdujący się w Jodłówce Tuchowskiej.

## Historia
Parafia św. Michała Archanioła w Jodłówce Tuchowskiej istnieje od 1840 roku, ale rolę pierwszej świątyni pełniła drewniana kaplica pw. św. Michała Archanioła, dobudowana do dawnej latarni lądowej przy szlaku wiodącym przez wieś. Obecny kościół w centrum wsi został zbudowany w 1871 przez żydowskiego właściciela Jodłówki Mendela Kalba, miejscowego karczmarza, który nabył wieś ze zobowiązaniem do budowy nowego kościoła. W 1909 kościół został powiększony poprzez przedłużenie nawy, a jego dach pokryto blachą. Był remontowany w 1958.

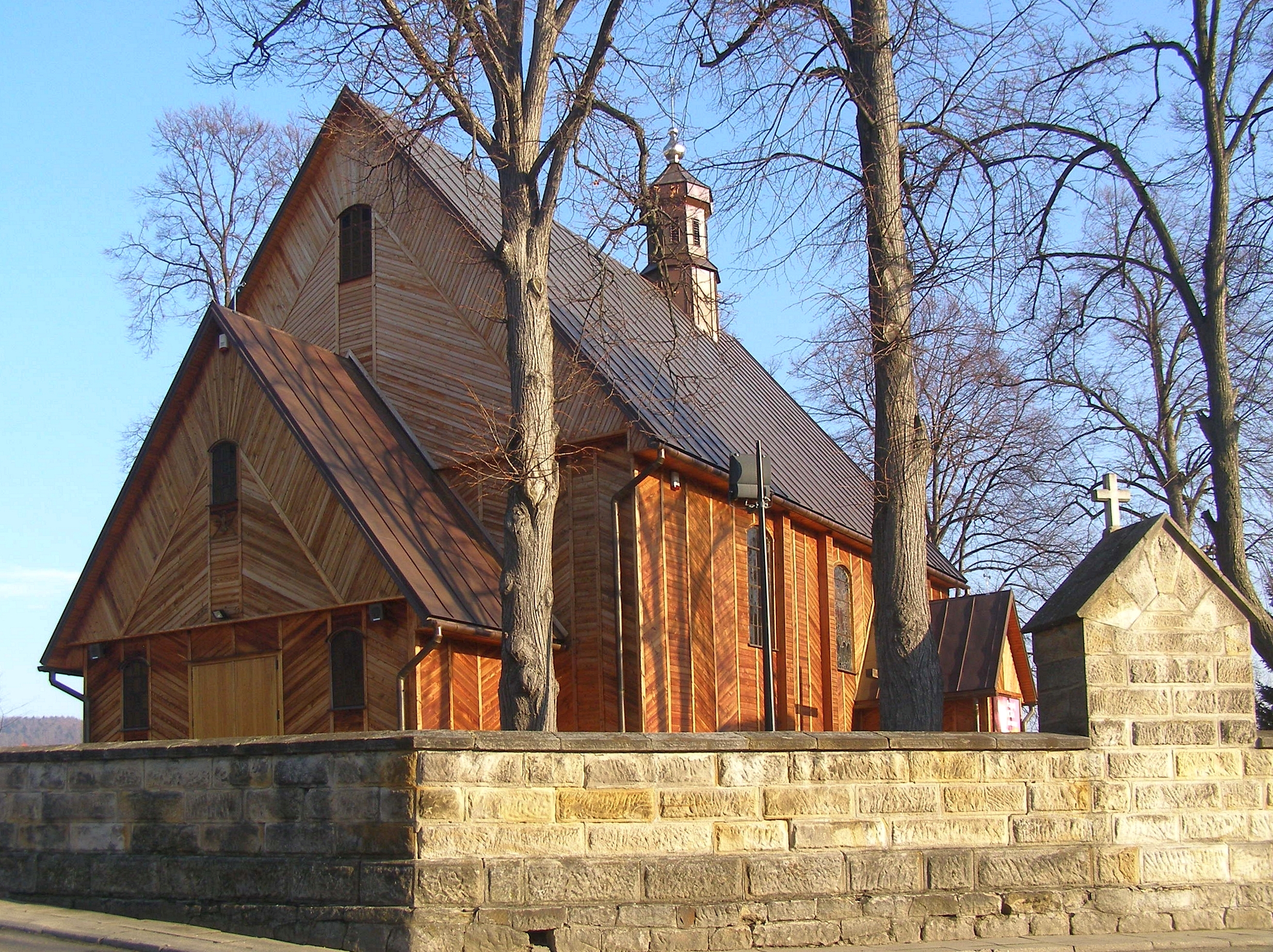
Z bliska
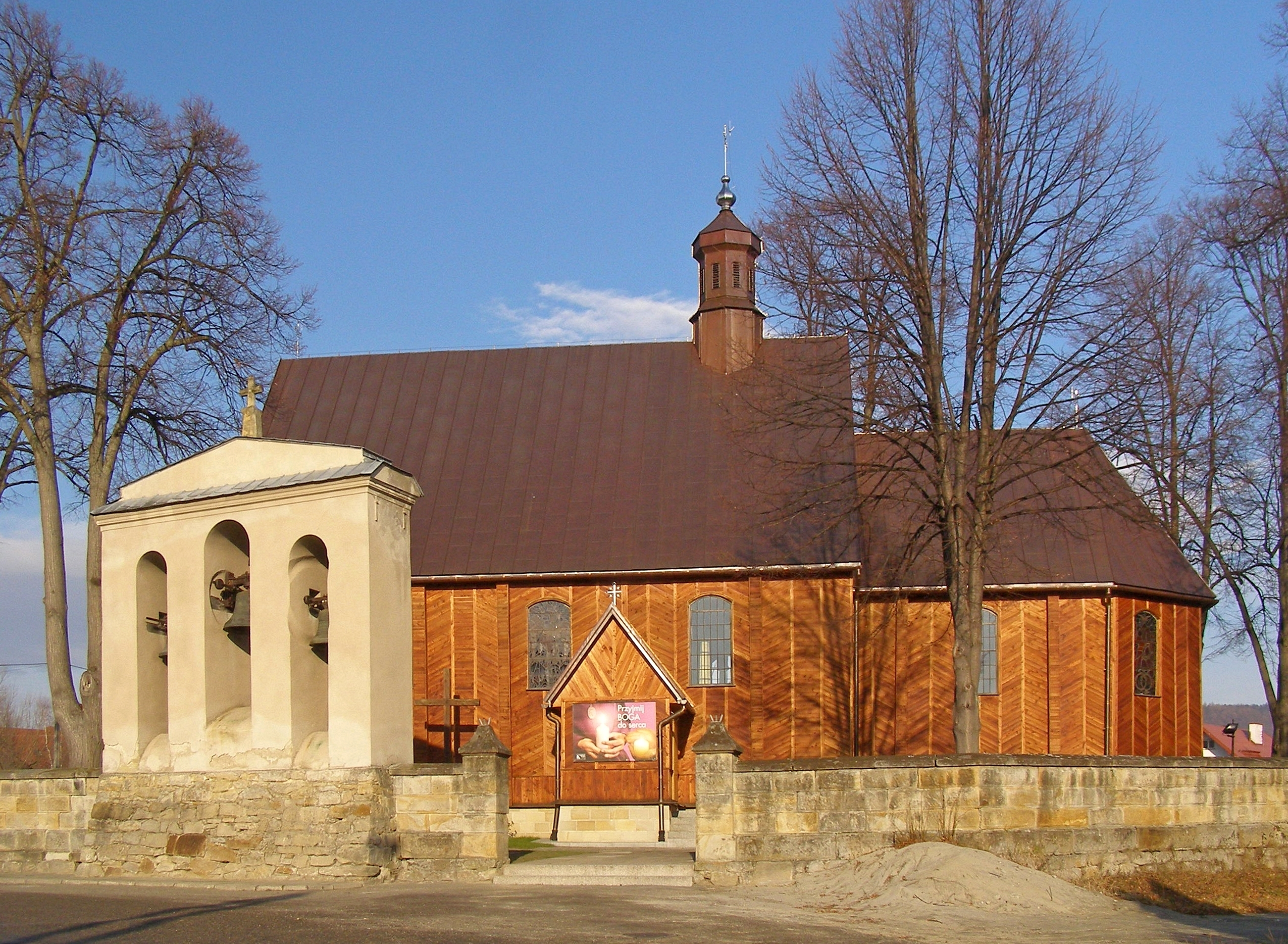
Elewacja południowa z dzwonnicą
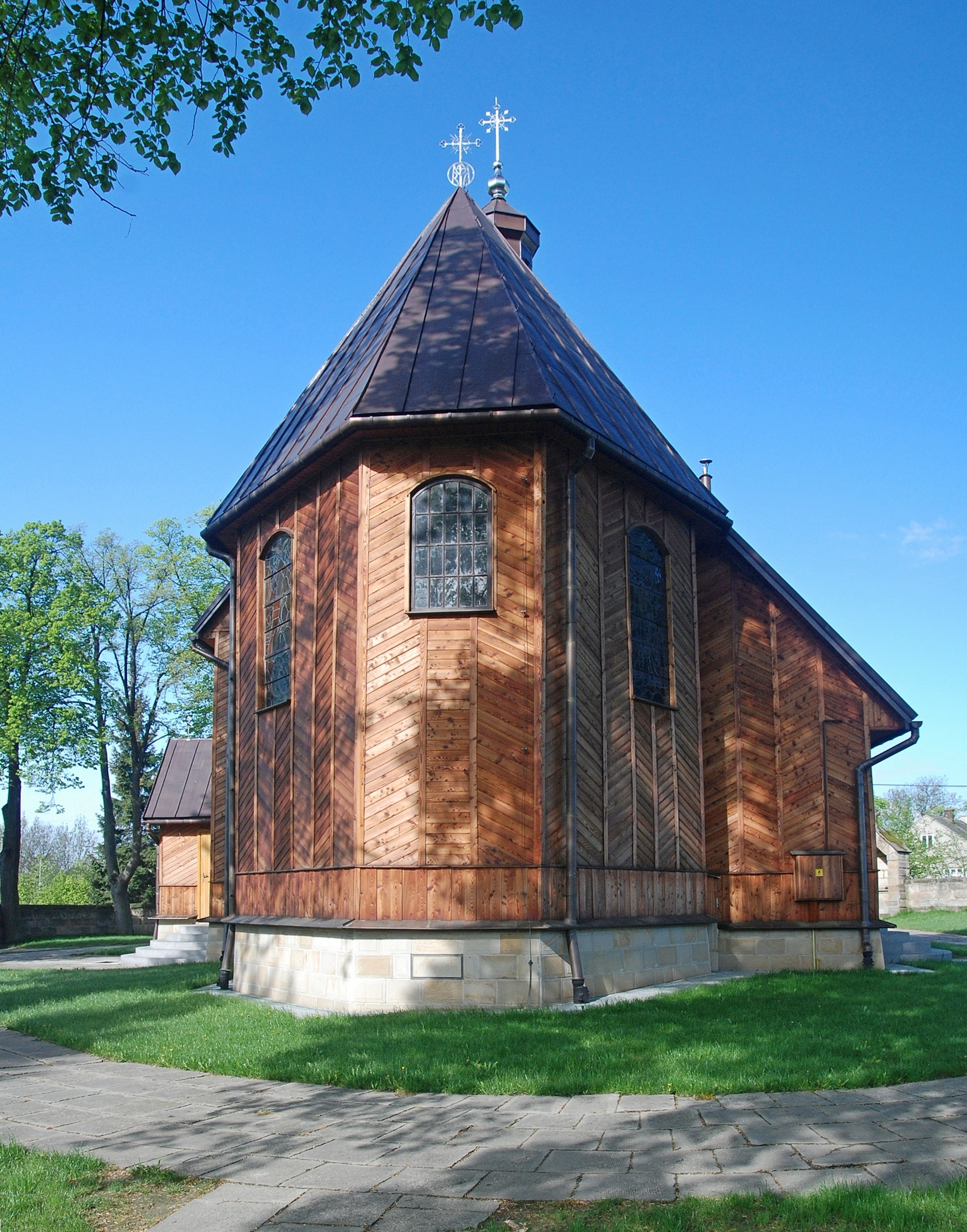
Widok od prezbiterium

## Architektura i wyposażenie
Jest to obiekt drewniany konstrukcji zrębowo-słupowej, orientowany, dwudzielny. Zamknięte trójbocznie prezbiterium z boczną zakrystią i znacznie szersza nawa z kruchtami do frontu i południa. Blaszany dach dwukalenicowy z wieżyczką na sygnaturkę zwieńczoną hełmem. Ściany oszalowane skośnymi deskami.
Wnętrze nakryte stropem płaskim wspartym na dwóch rzędach słupów, dzielących nawę na trzy części. Na stropie polichromia figuralna i ornamentalna z 1911 autorstwa Stanisława Gucwy, przemalowana w 1958 przez Amalię Rzepkę. W oknach cztery witraże z 1909 według projektu Stefana Matejki. Wyposażenie wnętrza pochodzi głównie połowy XIX w.: ołtarz główny z obrazem św. Michała Archanioła zabijającego smoka z 1905 i dwa ołtarze boczne, kamienna chrzcielnica, konfesjonał rokokowy z przełomu XVIII i XIX w., ambona oraz organy 6-głosowe z 1912.

## Otoczenie
Kościół otoczony ogrodzeniem z muru kamiennego z dwoma bramkami. Obok wolnostojąca murowana dzwonnica typu arkadowego z lat 1873-78 z trzema dzwonami. Jeden z 1928 i dwa mniejsze z 1958 w tym jeden nazwany Józef, wykonane w pracowni Felczyńskiego w Przemyślu.

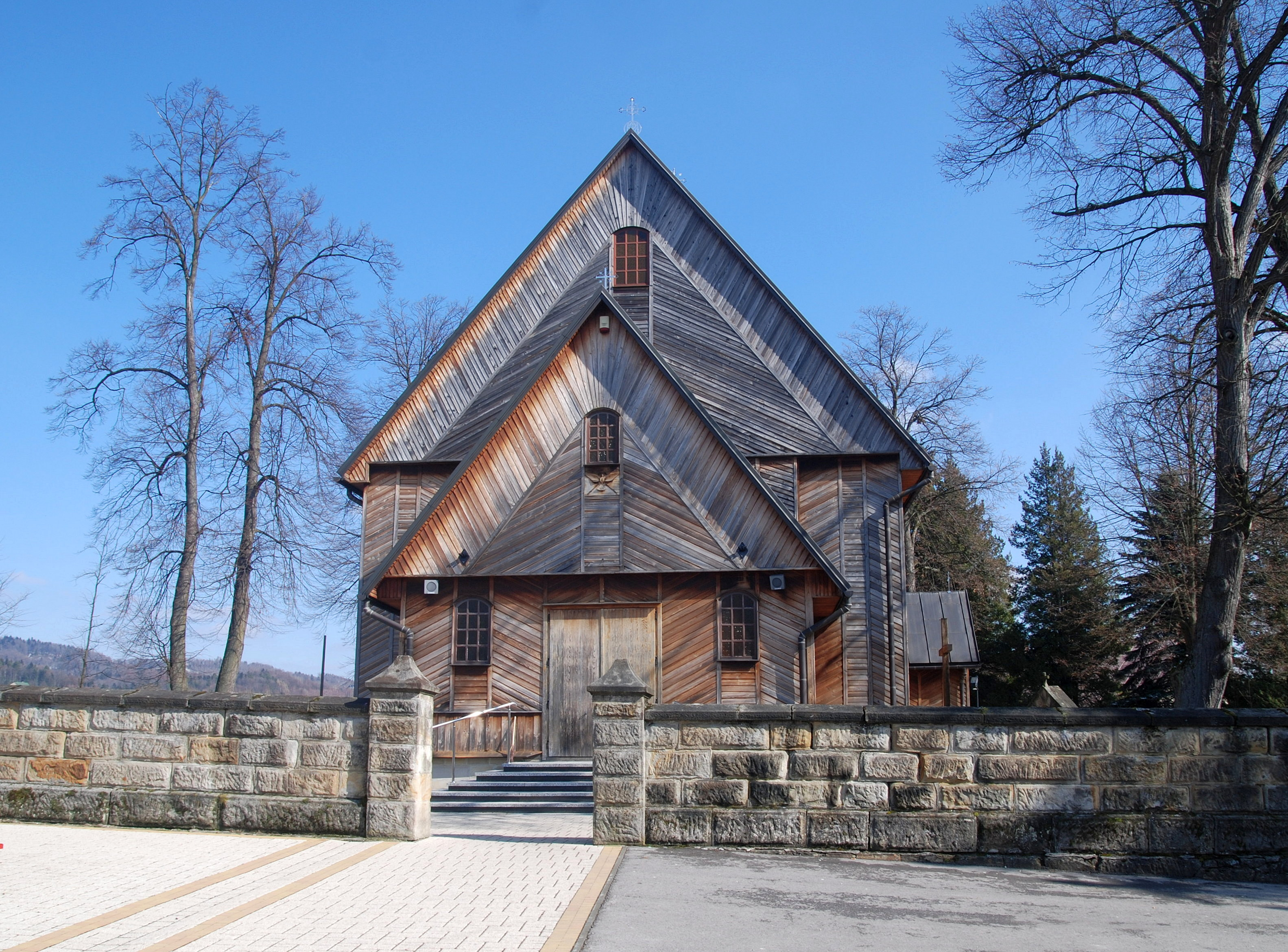
Widok od frontu
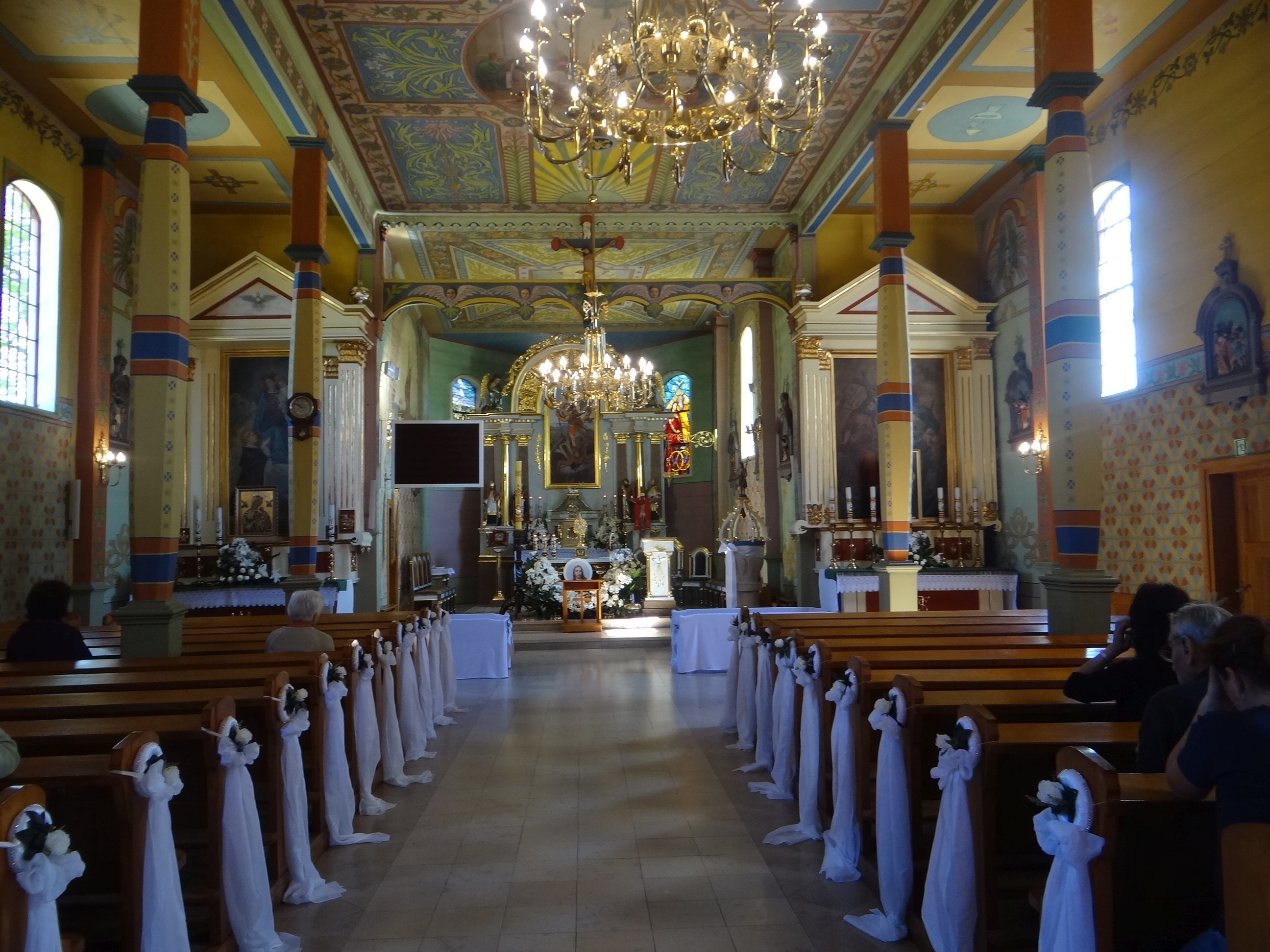
Wnętrze
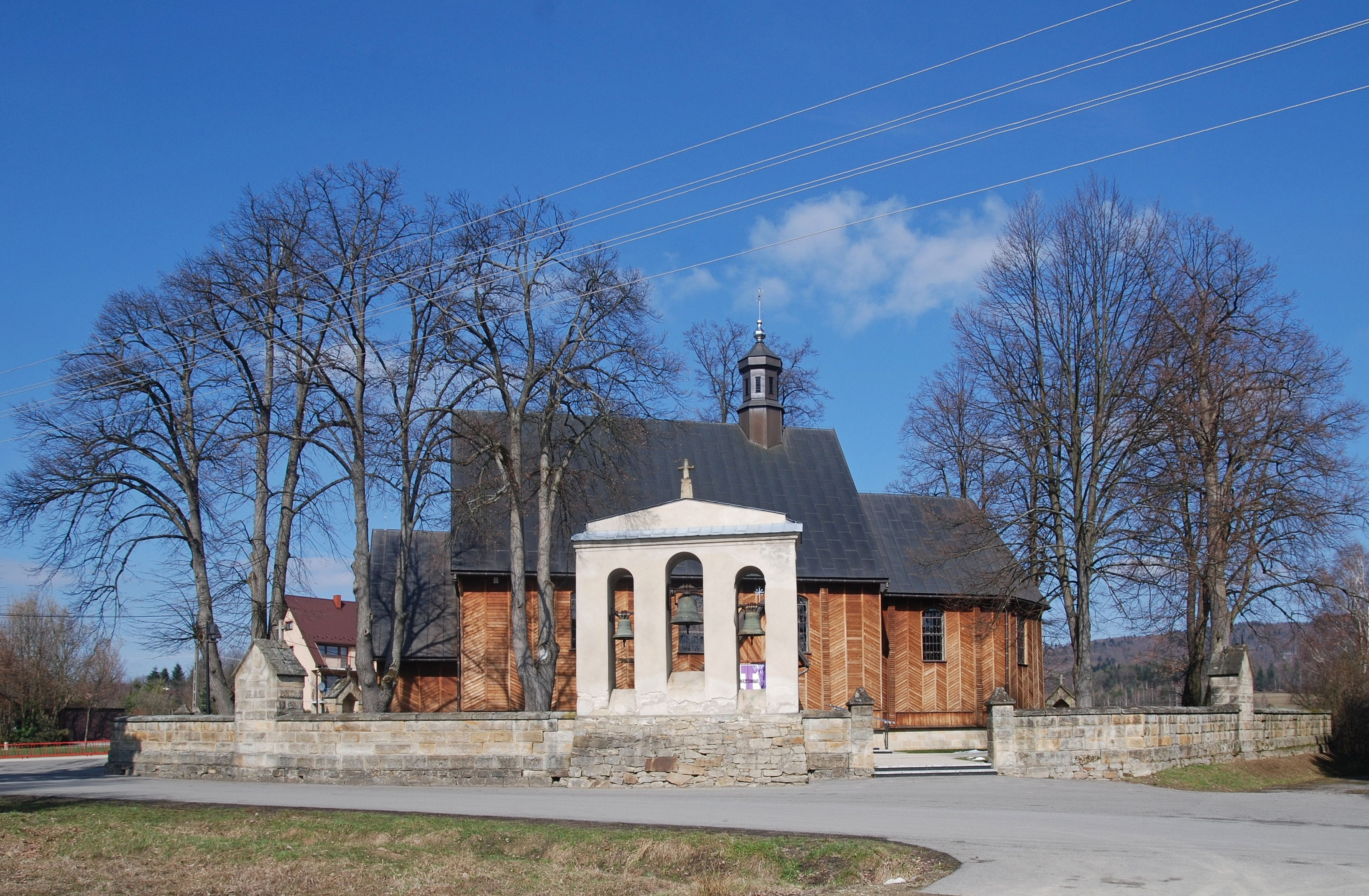
Widok ogólny